# Golonianasso
Golonianasso é uma vila e comuna rural da circunscrição de Cutiala, na região de Sicasso ao sul do Mali. Segundo censo de 1998, havia 12 995 residentes, enquanto segundo o de 2009, havia 18 446. A comuna inclui 10 vilas.